# Peći (samhälle i Bosnien och Hercegovina, Republika Srpska)
Peći är ett samhälle i Bosnien och Hercegovina.   Det ligger i entiteten Republika Srpska, i den östra delen av landet, 90 km öster om huvudstaden Sarajevo. Peći ligger 308 meter över havet och antalet invånare är 117.
Terrängen runt Peći är huvudsakligen kuperad, men västerut är den bergig. Peći ligger nere i en dal som går i öst-västlig riktning. Runt Peći är det ganska tätbefolkat, med 104 invånare per kvadratkilometer.. Närmaste större samhälle är Srebrenica, 19,6 km nordväst om Peći. 
I omgivningarna runt Peći växer i huvudsak lövfällande lövskog.